# 小早川智明
小早川 智明（こばやかわ ともあき、1963年6月29日 - ）は、日本の実業家、技術者。東京電力ホールディングス取締役代表執行役社長。エコキュートの開発により恩賜発明賞受賞。

## 略歴
1963年、神奈川県川崎市出身。神奈川県立多摩高等学校を経て、1988年東京工業大学工学部社会工学科を卒業し東京電力に入社。東京電力では営業畑を歩んだが、開発も手掛けた。電力中央研究所の技術を応用したCO2ヒートポンプ給湯器の開発を提案し、1998年にはデンソーを訪問して協業を開始。デンソーと共同でエコキュートの開発を手掛るなどし、2010年には発明協会から恩賜発明賞を受賞している。
数土文夫取締役会長と刺し違えて退任した廣瀬直己に代わり、2017年に史上最年少で東京電力ホールディングス取締役代表執行役社長に就任。理系出身者が社長についたのは第2代社長の高井亮太郎以来59年ぶりだった。
2021年3月、柏崎刈羽原子力発電所のテロ対策不備問題で、新潟県の花角英世知事らに謝罪、4月には福島県を訪れ内堀雅雄知事に謝罪した。

## 経歴
- 2004年 法人営業部ソリューション営業センターソリューション第二グループマネージャー
- 2005年 法人営業部ソリューション営業センター産業エネルギーソリューション第二グループマネージャー
- 2007年 法人営業部産業エネルギーソリューション部産業ソリューション第二グループマネージャー兼都市エネルギーソリューション部
- 2008年 法人営業部都市エネルギーソリューション部都市ソリューション第一グループマネージャー兼産業エネルギーソリューション部
- 2009年から廣瀬直己神奈川支店長（のちに東京電力ホールディングス初代社長）の下で神奈川支店営業部エネルギー担当部長
- 2011年 神奈川支店営業部長
- 2013年 法人営業部都市エネルギー部長
- 2014年 法人営業部都市エネルギー部長兼都市第七営業グループマネージャー、カスタマーサービス・カンパニー法人営業部長
- 2015年 常務執行役カスタマーサービス・カンパニー・プレジデント
- 2016年 東京電力エナジーパートナー代表取締役社長兼商品開発室長、東京電力ホールディングス取締役